# Ri Kyong-suk
Ri Kyong-suk (1970 -) là một ca sĩ Cộng hòa Dân chủ Nhân dân Triều Tiên và thành viên của Nhạc đoàn Điện tử Pochonbo.

## Tiểu sử

### Ca khúc nổi tiếng
- Arirang[2]
- Đừng hỏi tên em